# Conill porquí
El conill porquí (Cavia porcellus), també conegut com a conillet d'Índies, porquet d'Índies, cobai, o conill de rata, és una espècie de rosegador del gènere Cavia, dins la família dels càvids. Malgrat el nom, aquests animals ni són conills, ni són porcs, ni venen de les Índies. Els estudis basats en la bioquímica i la hibridació han indicat que els conills porquins, originaris dels Andes, són els descendents domesticats d'una espècie de Cavia propera, com ara C. aperea, C. fulgida o C. tschudii; per tant, no existeixen en estat salvatge. Estudis recents basats en els marcadors moleculars, juntament amb anàlisis de la morfologia cranial i esquelètica d'animals actuals i momificats, han revelat que el seu avantpassat més probable és C. tschudii.
Aquest animal té un paper important en la cultura de molts grups indígenes sud-americans, especialment com a font d'aliment, però també com a medicina tradicional i en cerimònies religioses de les comunitats. Des de la dècada del 1960 s'han fet esforços per augmentar-ne el consum fora de Sud-amèrica.
Els conills porquins han estat animals domèstics comuns al món occidental des que els comerciants europeus hi portaren els primers exemplars al segle xvi. La seva docilitat, la seva sensibilitat als humans que els toquen i alimenten i la relativa facilitat de cuidar-los fan que siguin populars com a animals de companyia. S'han format organitzacions de cria competitiva de conills porquins arreu del món, mentre que els criadors han desenvolupat una gran varietat de races especialitzades, que tenen diferents colors i patrons de pelatge.
S'hi han dut a terme experiments des del segle xvii.
Ha estat força emprat com a organisme model en experimentació durant els segles xix i xx i tingué un paper important en l'aïllament de la vitamina C: des del segle xviii se sabia que hi havia aliments que evitaven l'escorbut i el 1907 els metges noruecs Axel Holst i Theodor Frølich postularen que aquesta malaltia era deguda a una carència nutricional i aconseguiren provocar-la en conills porquins alimentant-los amb una dieta adient, ja que els conills porquins són dels pocs animals que no poden produir vitamina C i agafen escorbut si no n'ingereixen amb l'aliment, igual que els humans i alguns primats propers. A partir d'aleshores es disposà d'un mètode viable per determinar quan una substància contenia vitamina C i fins i tot tenir una idea de la quantitat, ja que es podia subministrar a conills porquins amb escorbut per comprovar si es curaven. Amb aquesta guia el bioquímic estatunidenc Charles Glen King pogué aïllar vitamina C pura el 1931.

## Història

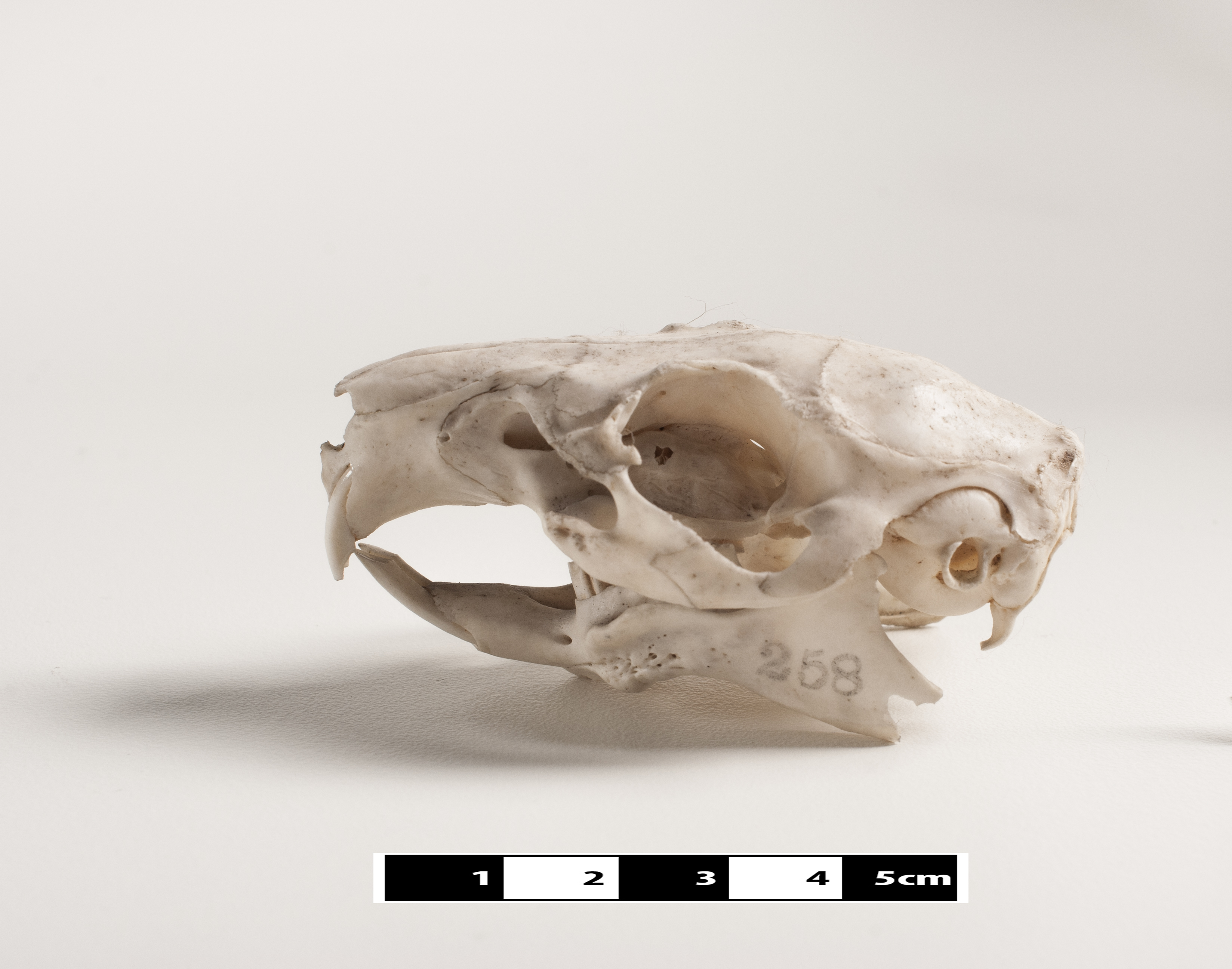
Crani de conill porquí

Cavia porcellus no es troba en estat salvatge a la naturalesa; és probable que descendeixi d'espècies de cobais estretament relacionats, com els Cavia aperea, Cavia fulgida i Cavia tschudii, que encara es troben en diverses regions d'Amèrica del Sud. Algunes espècies de cobais identificades al segle xx, com Cavia anolaimae i Cavia guianae, són probablement cobais domèstics que s'han tornat salvatges en reintroduir-se en la naturalesa.
Els cobais salvatges es troben en planes cobertes d'herba i ocupen un nínxol ecològic similar al del bestiar. Són animals socials que viuen en la naturalesa en petits grups ("ramats") que consten de diverses femelles, un mascle i les seves cries. Els ramats d'animals es mouen junts, mengen pastura o una altra vegetació, però no emmagatzemen aliments. Si bé no furguen ni construeixen nius, amb freqüència busquen refugi en els caus d'altres animals, així com en esquerdes i túnels formats per la vegetació. Són crepusculars i tendeixen a ser més actius durant l'alba i el vespre, quan és més difícil per als depredadors detectar-los.
El conill porquí va ser domesticat per primera vegada l'any 5000 a. C. per a ser usat com a aliment per poblacions de la regió andina (l'Equador, el Perú i Bolívia), uns milers d'anys després de la domesticació dels camèlids sud-americans. Restes de representacions de cobais que daten dels volts dels anys 500 a.c al 500 d.c han estat desenterrades en excavacions arqueològiques al Perú i l'Equador. Els mochiques adoraven als animals i sovint representaven al conill porquí en el seu art. Des d'aproximadament l'any 1200 fins a la conquesta espanyola el 1532, la cria selectiva va donar com a resultat moltes varietats de cobais domèstics, que van ser la base d'algunes de les races domèstiques modernes. Els cobais continuen sent una font important d'aliments a la regió, moltes llars en les zones de l'altiplà andí crien a l'animal, que subsisteix amb les restes vegetals de la família.
Les tradicions que involucren els conills porquins són nombroses; s'intercanvien com a regals, s'usen en cerimònies socials i religioses, i s'esmenten amb freqüència en els relats orals. Juguen també un paper important en els rituals de curació tradicionals per part de metges populars o remeiers, que usen als cobais per a diagnosticar malalties com a icterícia, reumatisme, artritis i tifus.Els cobais són fregats contra els cossos dels malalts i són considerats un mitjà sobrenatural. Els cobais negres es consideren especialment útils per al diagnòstic. L'animal pot ser obert per a examinar les seves entranyes i determinar si la cura va ser efectiva. Aquests mètodes són àmpliament acceptats en moltes parts dels Andes, on la medicina occidental no està disponible o es desconeix.
Els comerciants espanyols, holandesos i anglesos van portar cobais a Europa, on ràpidament es van fer populars com a mascotes exòtiques entre la classe alta i la reialesa, inclosa la reina Isabel I. El primer relat escrit conegut sobre el cobai data de 1547, en una descripció de l'animal a Santo Domingo; pel fet que els conills porquins no són natius de l'Espanyola, es creia que l'animal havia estat introduït allí per viatgers espanyols. No obstant això, segons les excavacions més recents a les illes del Carib, l'animal ha d'haver estat introduït per horticultors d'Amèrica del Sud al voltant de l'any 500 a.c i va estar present en el període ortoiroide, per exemple, a Puerto Rico, molt abans de l'adveniment dels espanyols. El cobai va ser descrit per primera vegada a Occident l'any 1554 pel naturalista suís Conrad von Gessner.El seu nom científic binomial va ser utilitzat per primera vegada per Erxleben el 1777; és una amalgama de la designació genèrica de Pallas (1766) i la designació específica de Linné (1758).
La primera il·lustració europea coneguda d'un cobai és una pintura (artista desconegut) de la col·lecció de la Galeria Nacional de Retrats de Londres, que data de 1580, on es mostra a una nena amb un vestit típic isabelí que sosté a les seves mans un conillet d'Índies amb closca de tortuga, ella està flanquejada pels seus dos germans, un dels quals té una ocell mascota. La imatge data del mateix període que les restes dels cobais més antics registrats a Anglaterra, que són un esquelet parcial de cobai trobat al Hill Hall, una casa senyorial isabelina a Essex, i daten dels voltants de 1575.

## Taxonomia
L'espècie va ser descrita per primera vegada pel naturalista suís Conrad von Gesner el 1554.
El seu nom científic es deu a la descripció d'Erxleben el 1777 i és una barreja de la designació del gènere de Pallas (1766) i el nom específic que li donà Carl von Linné (1758).

## Biologia
Els conills porquins assoleixen un pes de fins a 1 kg i viuen entre cinc i vuit anys.

### Alimentació

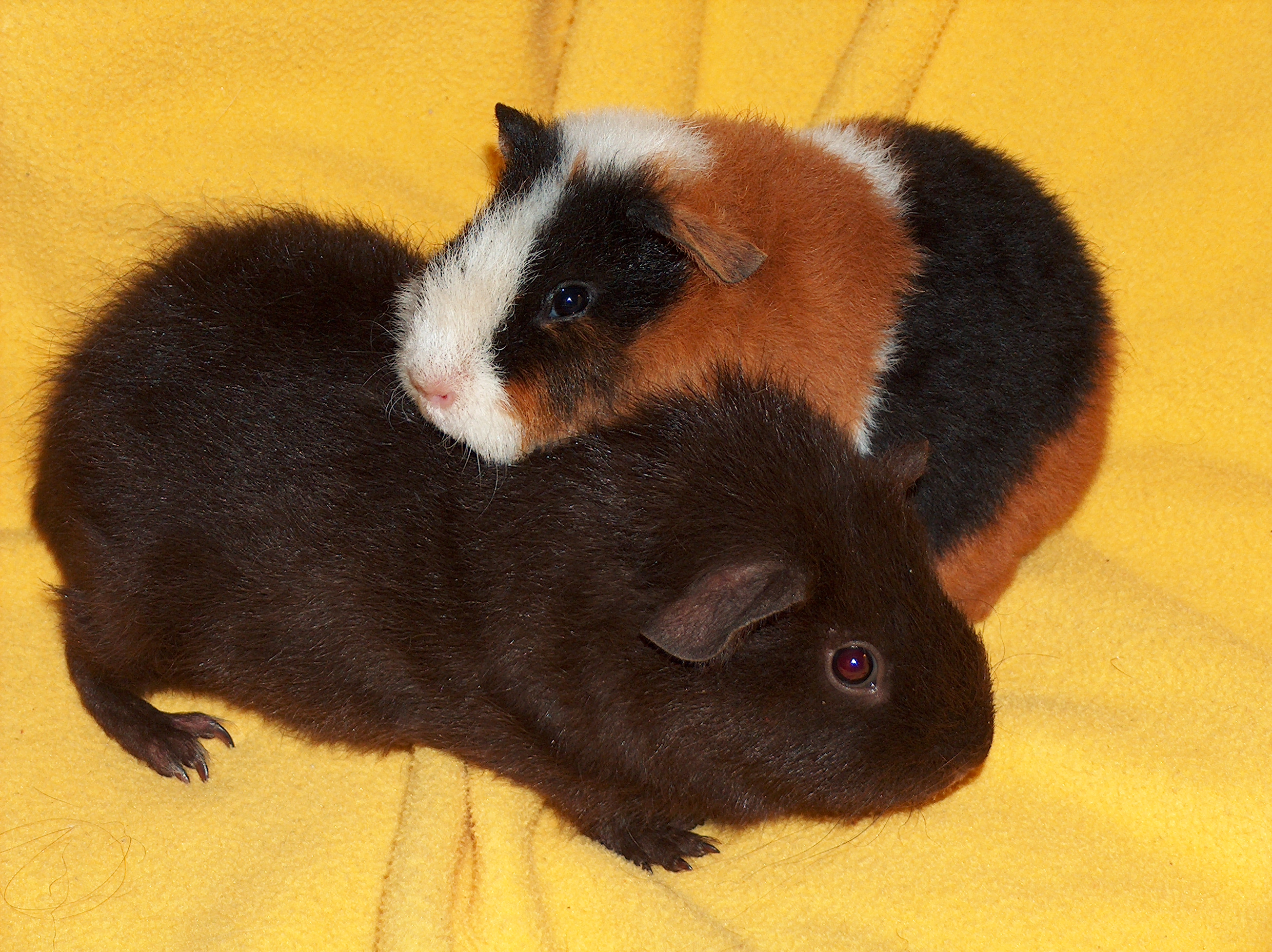
Dos exemplars de pèl curt.

Són animals herbívors, per la qual cosa l'aportació de fibra en l'aliment és indispensable. D'altra banda, l'aportació de vitamina C és altament necessari, perquè els cobais, els primats i les ratapinyades són les úniques espècies que no sintetitzen aquesta vitamina i si no se'ls proporciona vitamina C, poden arribar a presentar escorbut i morir, així que s'ha d'incloure en la seva dieta pebrot, guaiaba (s'ha d'administrar en poques quantitats a causa del seu alt contingut de sucre), i mai productes altament cítrics, com la taronja, l'aranja o la llimona. Una dieta ben equilibrada haurà de compondre's de verdures i hortalisses fresques, fenc, aigua, tot això complementat amb croquetes o menjar comercial.
Per a prevenir deficiències cal procurar a la mascota una dieta variada. El fenc serveix per a cobrir les necessitats d'hidrats de carboni i de fibra. L'alfals els atorga calci per als seus ossos i és fonamental. La fruita i la verdura ajuden a satisfer les seves necessitats de vitamines i gran part del líquid necessari. Per al menjar convé utilitzar recipients de fang ceràmic pesats que resisteixin la inclinació i consegüent caiguda de l'aliment. Els seus costats han de ser prou alts per a mantenir el material de llit i la femta lluny del menjar. D'altra banda, és molt important que tot el menjar fresc que donem als nostres cobais estigui a temperatura ambient; mai pot estar acabada de treure de la nevera.
Gran part de les seves necessitats de líquids queden cobertes per la ingestió d'aliments frescos. Han de tenir sempre a la seva disposició un abeurador amb aigua neta i fresca. Si s'utilitzen unes ampolles d'aigua equipades amb tub per a beure, serà més fàcil mantenir l'aigua lliure de contaminació. Els conills porquins tendeixen a contaminar i obstruir les seves ampolles d'aigua més que altres rosegadors domèstics, ja que masteguen el tub amb la finalitat d'obtenir l'aigua, introduint-se partícules de menjar en l'ampolla. Per aquestes raons, tot menjar i els contenidors d'aigua en particular, han de netejar-se de manera habitual.
Com que són animals herbívors, no se'ls ha de donar carn, productes lactis o pèl·lets per a conills (no contenen vitamina C i alguns fins i tot poden incloure antibiòtics tòxics per a cobais).
Els cobais són animals cecòtrofs, forma de coprofàgia específica de certs rosegadors on després de sofrir una primera digestió l'aliment, es generen una femta tova (cecòtrofs) que són consumides directament des de l'anus abans que arribin al sòl. Després d'una segona digestió i després d'acabar d'absorbir tots els nutrients en l'intestí prim, es formen una femta dura que són eliminades definitivament. Aquesta és una adaptació per a aprofitar els nutrients quan és necessari el concurs de bacteris per a fer-los assimilables (de manera semblant a com ocorre en els remugants), ja que en aquest cas l'activitat microbiana té lloc en el cec, situat després de l'intestí prim. Aquesta disposició del conducte d'absorció de nutrients abans de la cambra d'activitat microbiana fa necessari aquesta segona volta per a poder assimilar l'aliment processat.

## Galeria
- Conill porquí menjant fenc